# Maria Dolors Batalla i Nogués
Maria Dolors Batalla i Nogués   (Valls, 18 d'abril de 1969) és una política catalana. Fou alcaldessa de Valls. És diputada al Parlament de Catalunya amb els càrrecs parlamentaris de membre de les comissions de Política Cultural, d'Educació i Universitats i de Matèries Secretes o Reservades, és Presidenta del Pius Hospital de Valls, Vicesecretària General d'Acció Política i Estratègia de Convergència Democràtica de Catalunya i membre de l'Institut d'Estudis Vallencs.
A la Universitat Autònoma de Barcelona es va llicenciar en Ciències Polítiques i Sociologia i va fer un doctorat en Ciència Política i de l'Administració. A l'Institut de Ciències Polítiques i Socials de Barcelona va estudiar la Diplomatura en Comunicació i Estratègia política. A la Facultat de Geografia i Història de la Universitat de Barcelona va estudiar l'especialitat d'Història contemporània. A l'anglesa University of Essex va estudiar un curs de metodologia aplicada a les ciències socials.
Des de 1997 fins al 2002 va ser propietària i va dirigir una acadèmia d'anglès. El 1999 va entrar com a regidora i portaveu adjunta del Grup Municipal de CiU a l'Ajuntament de Valls. Durant els anys 2002 i 2003 va treballar com a assessora al Departament de Política Municipal de CDC. El 14 de juny de 2003 és proclamada alcaldessa de Valls, i es torna a presentar a les eleccions municipals de 2007.
Presentà la dimissió com a alcaldessa al 24 de setembre del 2008 per raons familiars. El juliol del 2004 és elegida vicesecretària general d'Acció Política i Estratègica de CDC. El primer de novembre de 2006 es va presentar en el tercer lloc de la llista de CiU per la circumscripció de Tarragona i va ser escollida diputada al Parlament de Catalunya.
Com a diputada al Parlament per la circumscripció de Tarragona ha desenvolupat l'activitat parlamentària des de diferents comissions: política cultural, sindicatura de comptes o assumptes institucionals.